# Serwis stołowy

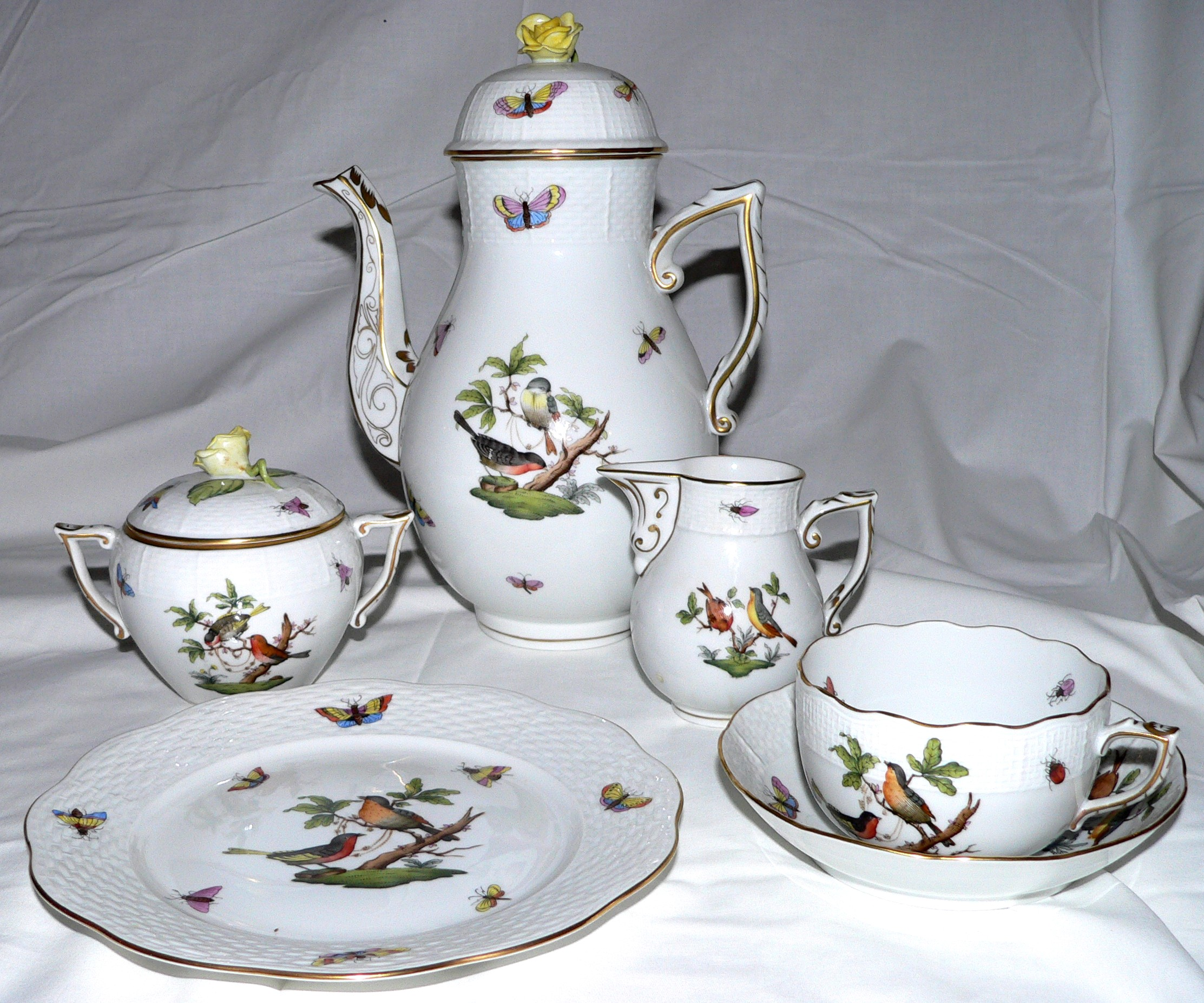
Serwis do kawy z chińskiej porcelany typu solitaire

Serwis stołowy (fr. service de table) – komplet naczyń zastawy stołowej wykonany z tego samego materiału, o jednolitej formie i zdobieniach.
Największy kunszt w wytwarzaniu bogato zdobionych serwisów porcelanowych osiągnięto w XVIII wieku. Wówczas to często, obok samych naczyń, w skład serwisu wchodziły różne ozdoby stołu takie jak figurki, wazoniki, świeczniki, serwetniki czy koszyczki ceramiczne. Tego rodzaju zestawy dekoracyjne nosiły nazwę surtout-de-table.

## Materiały
Najpopularniejszymi materiałami stosowanymi do wytwarzania serwisów jest ceramika, szkło, rzadziej metal. W przypadku ceramiki jest to fajans lub porcelana (osobny artykuł: serwis porcelanowy). Spotyka się również inne materiały np. syntetyczny kamień lub tworzywa sztuczne, głównie aminoplasty.

## Podział ze względu na zastosowanie
Skład poszczególnych serwisów różni się w zależności od przeznaczenia. Dlatego w zależności od rodzaju posiłku rozróżnia się serwisy
- śniadaniowe (np. płaskie talerzyki, filiżanki bądź szklanki lub kubki, podstawki i kieliszki do jajek, czajniczki, dzbanki, mleczniki, solniczki)
- obiadowe (np. głębokie talerze, duże talerze, wazy, półmiski, salaterki, sosjerki, kompotierki)
- do herbaty
- do kawy

Serwisy mogą różnić się również liczbą takich samych elementów (np. talerzyków, kubków), w zależności od liczby osób, dla których są przeznaczone. Obecnie typowe są komplety na 6 lub 12 osób (dotyczy to głównie serwisów obiadowych), ale znane są serwisy na dziesiątki i setki osób. Wśród serwisów śniadaniowych i do podwieczorku (do kawy lub herbaty) wyróżnia się zestaw dla dwóch osób ustawiony na jednej tacy nazywany tête-à-tête, oraz solitaire – przeznaczony dla jednej osoby.